# مدرسة هارفارد الصيفية
مدرسة هارفارد الصيفية (بالإنجليزية: Harvard Summer School)‏ تأسست عام 1871، هي مدرسة صيفية تديرها جامعة هارفارد. يخدم أكثر من 5000 طالب سنويًا.

## التاريخ
تأسست مدرسة هارفارد الصيفية في عام 1871. وهي أول دورة صيفية أكاديمية يتم إنشاؤها وأقدم مدرسة صيفية موجودة في الولايات المتحدة. المدرسة الصيفية هي جزء من كلية الآداب والعلوم بجامعة هارفارد وهي واحدة من البرامج الرئيسية في قسم التعليم المستمر بجامعة هارفارد.

## التعليم
تقدم المدرسة الصيفية أكثر من 300 فصل نهاري ومسائي في أكثر من 60 تخصصًا. من بين عروضها برنامج ما قبل الكلية والمعهد الصيفي الأوكراني وبرنامج الدراسة بالخارج. تتميز برامج الدراسة بالخارج بخبرات عملية تتراوح من دراسات اللغة في جورجيا إلى الحفريات الأثرية في تونسميند، الدنمارك.